# Kashafrud
Kashafrud oppure Kaschaf Rūd, Kashafrūd o Kashaf Rūd (Persiano کشفرود‌) è un sito archeologico in Iran, noto per i manufatti del Paleolitico inferiore raccolti lì; queste sono le prove più antico sito conosciuto nell'Iran.
Ci sono alcune semplici collezioni di manufatti di pietra raccolti da C. Thibault nel 1974-75. Gli strumenti sono simil-Olduvaiano e principalmente in quarzo. Thibault ha suggerito dell'età del Pleistocene inferiore (più di 800.000 anni fa) per i complessi litici locali. Essi sono stati nuovamente analizzati nel Museo Nazionale dell'Iran e i risultati sono pubblicati in una sintesi a carattere generale sul Paleolitico inferiore iraniano.